# Sushumná
En el hinduismo, sushumná (en sánscrito: सुषुम्ना, AITS: suṣumṇā nāḍī) o sushumná nadi es el nadi o canal energético principal y central que une en línea recta el chakra raíz (muladhara) con el sahasrara pasando por los otros cinco chakras. Alrededor del sushumná se desenvuelven el canal izquierdo (o lunar) denominado idá y el canal derecho (o solar) denominado pingalá. Los tres nadis —idá, pingalá y sushumná— se juntan en el punto llamado mukta triveni, que corresponde a la ubicación del chakra ajna. El sushumná nadi empieza en la base de la columna y llega hasta la coronilla en la cabeza por el centro de la columna vertebral. Su función es iluminar.
De los más de 72 000 nadis en el cuerpo humano, el principal es suṣumṇā nāḍī.

## En las escrituras
El sushumná nadi es descrito en el Darśana Upaniṣad, un libro sobre el yoga dentro de los 108 Upaniṣad de la escuela Sama-veda escrito entre el siglo I a. C. y siglo III d. C. En el cuarto khanda o capítulo se describe el sistema de canales energéticos en el cuerpo humano.
En el Haṭha Yoga Pradīpikā se menciona que es posible propiciar el flujo de la energía prāṇa por el sushumná a través de la práctica de mudras y pranayama como mahāmudrā, mahāvedha, mahābandha y uḍḍiyānabandha deteniéndose el flujo en los nadis idá y pingalá (III. 10-12, 23, 27, 55-56) y śāmbhāvimudrā (IV. 41). Asimismo, se menciona que es posible purificar los nadis a partir de la práctica de nāḍī śodhana prāṇāyāma (II. 4-10). Solo cuando el suṣumṇā nāḍī está purificado es posible que el prana fluya y lograr que la mente se estabilice (II. 41-42).
En el Ṣaṭ Cakra Nirūpaṇa, libro del siglo XVI escrito por Pūrņānanda, se menciona en el shloka 1 que en realidad el sushumná está conformado los tres gunas a manera de capas: en el exterior el suṣumnā nāḍī, este cubre al nāḍī vajra, y este al nāḍī citriní. En el shloka 37 se hace referencia a la unión de los nadis idá, pingalá y sushumná en el ajna chakra en el punto denominado mukta-triveni.
En el Shiva-samjita escrito en el siglo XVIII, el capítulo II shloka 17 afirma que el sushumná simboliza el fuego. El shloka 18 indica que a la parte más interior del canal, es decir, dentro del nāḍī citriní, se encuentra el brahma nadi y dentro de este último existe la cavidad más sutil de todas llamada brahma randhra.

## Otros nombres
- En el Yogakuṇḍalini Upaniṣad: Brahma nadi[14]
- En el Haṭha Ratnāvalī:  trikunda, sucihatha, govita, sikara, trisanki, vajri, omkari
- En el Haṭha Yoga Pradīpikā: suṣumṇā, śūnyapadavi, brahmarandhra, mahāpatha, śmaśāna, śāmbhavī, madhyamarga (III. 4).[8]